# 昨日より赤く明日より青く-CINEMA FIGHTERS project-
『昨日より赤く明日より青く-CINEMA FIGHTERS project-』（きのうよりあかくあしたよりあおく シネマ ファイターズ プロジェクト）は、2021年11月26日に公開の日本のオムニバス映画。略称：CFP4。

## 概要
LDH JAPANと「ShortShorts」のコラボレーションにより、LDHアーティストが歌う楽曲を気鋭の映画監督6名がショートフィルム化する「CINEMA FIGHTERS project」の、『CINEMA FIGHTERS』（第1弾）、『ウタモノガタリ-CINEMA FIGHTERS project-』（第2弾）、『その瞬間、僕は泣きたくなった-CINEMA FIGHTERS project-』（第3弾）に続く第4弾。今回、GENERATIONS from EXILE TRIBE全員参加、各作品には数原龍友を除くGENERATIONS from EXILE TRIBEのメンバーが主演を務めている。
SABU監督「BLUE BIRD」、新城毅彦監督「真夜中のひとりたち」、山下敦弘監督「言えない二人」、森義隆監督「怪談満月蛤坂」、真利子哲也監督「COYOTE」、久保茂昭監督「水のない海」の短編6編で構成される。

## 公開
2021年11月26日に全国の映画館で公開。 

## BLUE BIRD
『BLUE BIRD』

### キャスト
- ケンジ - 佐野玲於
- ジュン - 醍醐虎汰朗

### 製作
- 監督：SABU
- 主題歌：「あおいとり」 / KAZUKI（DOBERMAN INFINITY）

## 真夜中のひとりたち
『真夜中のひとりたち』

### キャスト
- 青木 - 関口メンディー
- 里実 - 阿部純子
- 質屋の店主 - 村上淳

### 製作
- 監督：新城毅彦
- 主題歌：「笑うしかないトラジディー」 / 数原龍友（GENERATIONS from EXILE TRIBE）

## 言えない二人
『言えない二人』

### キャスト
- あゆむ - 白濱亜嵐
- 柊子 - 門脇麦
- 居酒屋の女性客 - 坂井真紀

### 製作
- 監督：山下敦弘
- 主題歌：「そんなことキミに言えない」 / DEEP SQUAD

## 怪談満月蛤坂
『怪談満月蛤坂』

### キャスト
- 良介 - 中務裕太
- たみ - 山田真歩
- 松月楼の女将 - 筒井真理子
- 医者 - 久保井研

### 製作
- 監督：森義隆
- 主題歌：「散る散る満ちる」 / 伶

## COYOTE
『COYOTE』

### キャスト
- 晴人 - 片寄涼太
- ハナ - ステファニー・パーク
- マイ - 藤井武美
- ケンタ - 板倉武志

### 製作
- 監督：真利子哲也
- 主題歌：「サクライロ」 / 片寄涼太（GENERATIONS from EXILE TRIBE）

## 水のない海
『水のない海』

### キャスト
- ユキオ - 小森隼
- ジェニ - ルナ
- MG - 聡太郎
- OS - 伊藤かな恵

### 製作
- 監督：久保茂昭
- 主題歌：「愛だけは…」 / iScream

## 共通スタッフ
- エグゼクティブプロデューサー：EXILE HIRO
- 企画・プロデュース：別所哲也
- コンセプトプロデューサー：小竹正人
- 配給：LDH PICTURES
- 制作：パシフィックボイス
- 製作：CINEMA FIGHTERS project